# ميخائيل بانكر
ميخائيل بانكر (بالإنجليزية: Michael Bunker)‏ هو قسيس بريطاني، ولد في 22 يوليو 1937.